# Parábola do Trigo e do Joio

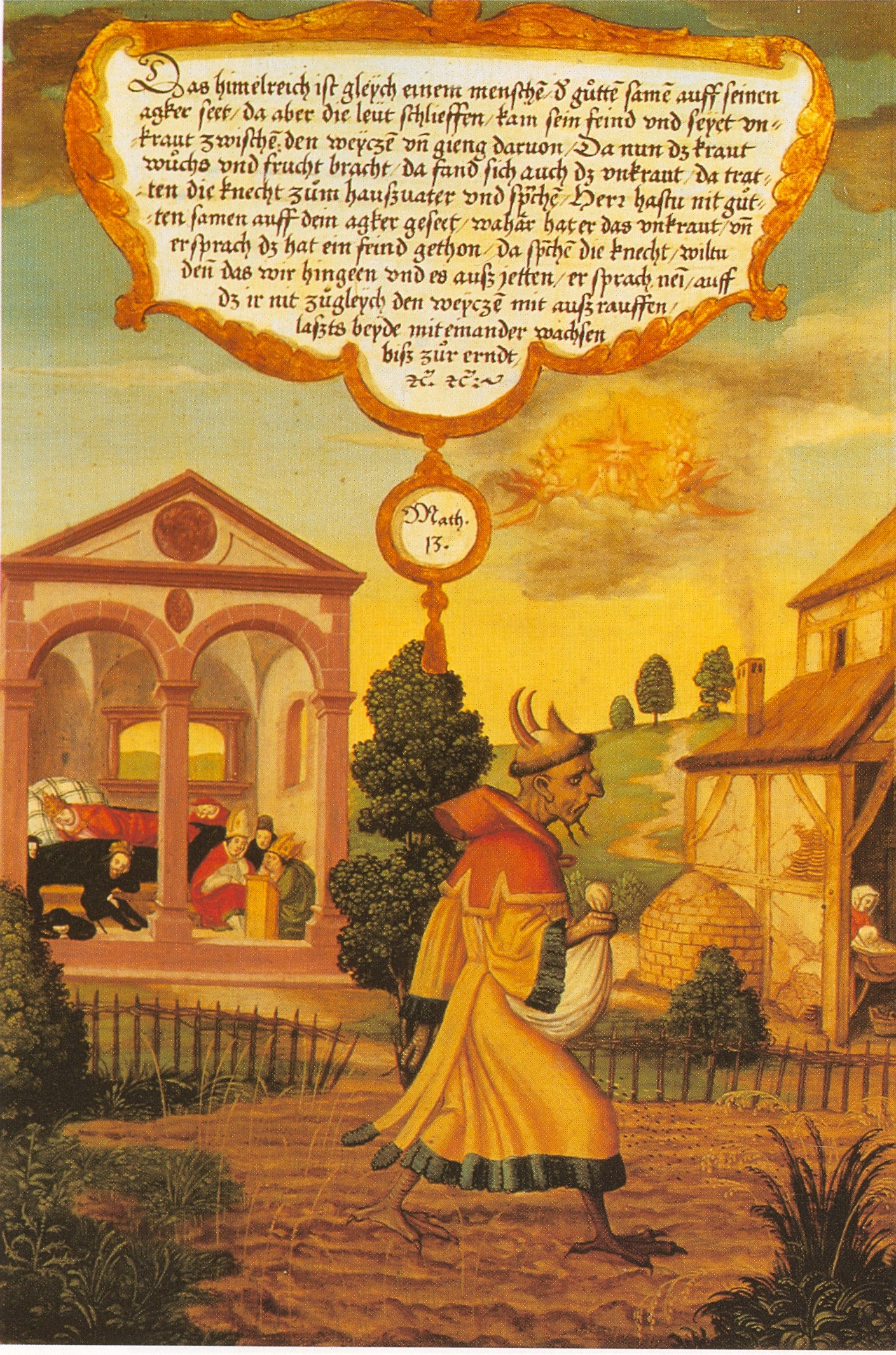
O inimigo a semear.
1540. Pintura no Altar de Mömpelgarder, atualmente no Museum Kunsthistorisches, em Viena.

A Parábola do Trigo e o Joio, (também conhecida como a Parábola do Joio ou Parábola do Trigo), é uma das parábolas de Jesus, que aparece em apenas um dos evangelhos canônicos do Novo Testamento. De acordo com Mateus 13:24–30 durante o Juízo Final, os anjos vão separar os "filhos do maligno" (o "joio", ou ervas daninhas) dos "filhos do reino" (o trigo). Segue-se à Parábola do Semeador e precede a Parábola do grão de mostarda.
Uma versão abreviada da parábola também aparece no gnóstico Evangelho de Tomé (57).

## Narrativa
| “ | «Jesus lhes propôs outra parábola: O reino dos céus é semelhante a um homem que semeou boa semente no seu campo. Mas enquanto os homens dormiam, veio um inimigo dele, semeou joio no meio do trigo e retirou-se. Porém quando a erva cresceu e deu fruto, então apareceu também o joio. Chegando os servos do dono do campo, disseram-lhe: Senhor, não semeaste boa semente no teu campo? pois donde vem o joio? Respondeu-lhes: Homem inimigo é quem fez isso. Os servos continuaram: Queres, então, que vamos arrancá-lo? Não, respondeu ele, para que não suceda que, tirando o joio, arranqueis juntamente com ele também o trigo. Deixai crescer ambos juntos até a ceifa; e no tempo da ceifa direi aos ceifeiros: Ajuntai primeiro o joio e atai-o em feixes para o queimar, mas recolhei o trigo no meu celeiro.» (Mateus 13:24–30) | ” |

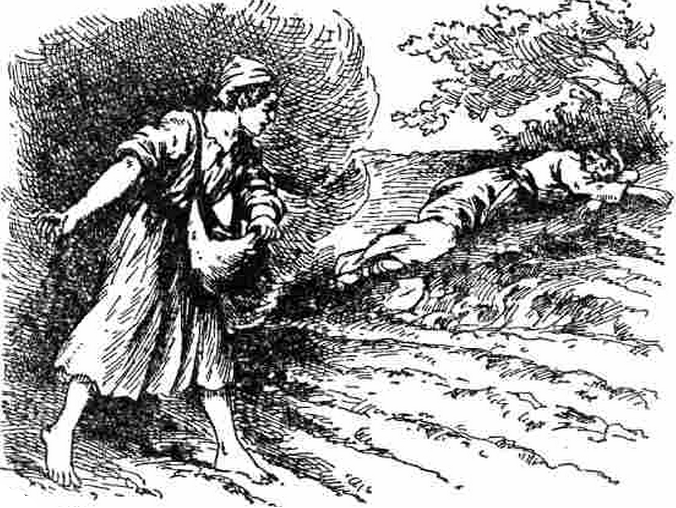
"Mas quando os homens dormiram, o inimigo aproveitou e semeou joio no meio do trigo e se retirou" Mt 13: 24-30.

Seis das sete parábolas do capítulo 13 de Mateus se iniciam com a frase "O reino dos céus é semelhante..." (a exceção é a Parábola do Semeador).

## Interpretação
A palavra traduzida como "joio" na versão King James é ζιζάνια (zizania), plural de ζιζάνιον (zizanion). Acredita-se que esta palavra signifique joio (Lolium temulentum),  uma azevém, que se parece muito com trigo em seus estágios iniciais de crescimento. No direito romano, a semeadura do joio no meio do trigo de um inimigo era proibida, sugerindo que o cenário aqui apresentado é realista.

### Escatologia cristã

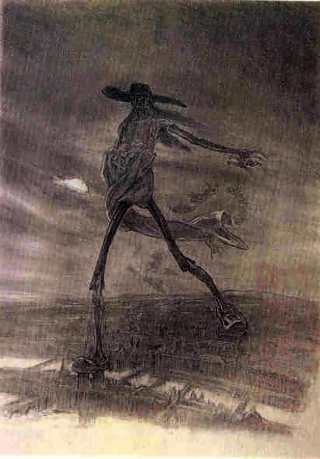
Satã semeando
1872. Desenho à lápis por Felicien Rops.

Uma interpretação escatológica é fornecida por Jesus em Mateus 13:36–43:
| “ | «Então tendo deixado as turbas, entrou Jesus em casa. Chegando-se a ele seus discípulos, disseram: Explica-nos a parábola do joio do campo. Ele respondeu: O que semeia a boa semente, é o Filho do Homem; o campo é o mundo; a boa semente são os filhos do reino; o joio são os filhos do maligno; o inimigo que o semeou, é o Diabo; a ceifa é o fim do mundo e os ceifeiros são anjos. Pois assim como o joio é ajuntado e queimado no fogo, assim será no fim do mundo. O Filho do Homem enviará os seus anjos, e eles ajuntarão do seu reino tudo o que serve de pedra de tropeço e os que praticam a iniquidade, e lançá-los-ão na fornalha de fogo; ali haverá o choro e o ranger de dentes. Então os justos brilharão como o sol no reino de seu Pai. Quem tem ouvidos, ouça.» (Mateus 13:36–43) | ” |

Embora Jesus tenha destacado as pessoas que fazem parte do Reino dos Céus e aqueles que não são, esta diferença nem sempre é facilmente perceptível, como a Parábola do Fermento indica. No entanto, o Julgamento Final será o "último ponto de viragem quando o período do crescimento secreto do Reino de Deus junto com a atividade contínua do maligno será levado a um fim, e um novo tempo, que foi inaugurado em princípio no ministério terreno de Jesus será gloriosamente consumado".
Santo Agostinho destacou que a distinção invisível entre o "trigo" e "joio" funciona também através da Igreja:
| “ | Oh vós cristãos, cujas vidas são boas, vocês suspiram e bradam ser poucos entre muitos, poucos entre multidões. O inverno vai passar e o verão virá! A colheita será em breve. Anjos virão e poderão separá-los e eles não cometem erros...Eu vos contarei uma verdade, meus queridos, mesmo nos mais altos cargos há tanto trigo quanto joio e entre os leigos há trigo e joio. Que o bom tolere o mau; que o mau se transforme e imite o bom. Vamos todos, se pudermos, alcançar Deus; vamos todos escapar o mal deste mundo por Sua misericórdia. Vamos procurar bons dias, pois estamos agora em maus; contudo, em maus dias não blasfememos para que possamos alcançar os bons dias | ” |
|   | — Agostinho de Hipona, Sermão 23 sobre o Novo Testamento. |   |

### Tolerância Religiosa
A Parábola do Joio tem sido freqüentemente citada para apoiar variados graus de tolerância religiosa.
Em sua "Carta ao Bispo Roger de Chalons", o bispo de Liège Wazo (c. 985-1048 d.C.) contou com a parábola  para argumentar que "a igreja deve deixar crescer a dissidência com a ortodoxia até que o Senhor venha para separá-los e julgá-los".
Martinho Lutero pregou um sermão sobre a parábola na qual ele afirmou que somente Deus pode separar os falsos crentes dos verdadeiros e notou que matar hereges ou infiéis elimina qualquer oportunidade que eles poderiam ter para a salvação:
| “ | A partir desta observação o quanto raivosos e furiosos temos sido há muitos anos, em que desejávamos forçar os outros a crer, os turcos com a espada, os hereges com o fogo, os judeus com a morte, e, assim, o joio ou outro por nosso próprio poder, como se fôssemos capazes de reinar sobre os corações e espíritos, tornando-os piedosos e direitos, algo só faz a Palavra de Deus. Mas, com assassinatos separamos as pessoas da Palavra, de modo a não mais podermos trabalhar sobre eles e trazemo, assim, com um só golpe um duplo assassinato sobre nós mesmos, na medida em que se encontra em nosso poder, ou seja, na medida em que matamos o corpo temporalmente e a alma eternamente, e depois dizemos que fizemos um serviço a Deus pelas nossas ações, e desejamos merecer algo de especial no céu". | ” |
|   | — Martinho Lutero. |   |

Ele concluiu que "embora o joio atrapalhe o trigo, ele o torna mais belo de se ver".
Roger Williams, um teólogo batista e fundador da colônia americana Rhode Island, usou esta parábola para apoiar a tolerância do governo para com todas as "ervas daninhas" (hereges) no mundo, porque a perseguição civil, muitas vezes, inadvertidamente fere o "trigo" (os crentes) também. Em vez disso, Williams acreditava que era dever de Deus julgar, no final, não do homem. Esta parábola também apoiou a filosofia bíblica de Williams, de um muro separando a Igreja e Estado, conforme descrito em seu livro de 1644, "The Bloody Tenent of Persecution"